# Dibamus alfredi
Dibamus alfredi — вид ящірок з родини Дібамових. Вид зустрічається в Таїланді, Малайзії та на острові Ніас. Тіло сягає 10 см завдовжки.
Вид названий на честь директора Національного музею Сінгапуру Еріка Альфреда.